# ریکاردو پیسیتلی
ریکاردو پیسیتلی (انگلیسی: Riccardo Piscitelli؛ زادهٔ ۱۰ اکتبر ۱۹۹۳) بازیکن فوتبال اهل ایتالیا است.
از باشگاه‌هایی که در آن بازی کرده‌است می‌توان به باشگاه فوتبال کارپی، باشگاه فوتبال دینامو بخارست، باشگاه ورزشی ناسیونال، باشگاه فوتبال بنونتو، و باشگاه فوتبال آ.ث. میلان اشاره کرد.
وی همچنین در تیم‌های ملی فوتبال زیر ۱۸ سال ایتالیا، زیر ۱۹ سال ایتالیا، و زیر ۲۰ سال ایتالیا بازی کرده‌است.